# سنگ‌نوشته داریوش بزرگ در آپادانا
سنگ‌نوشتهٔ سه زبان پارسی، ایلامی، بابلی کنده شده بر یک لوح زرین و یک لوح سیمین یافت شده در پایهٔ کاخ عمومی داریوش بزرگ مشهور به آپادانا:

## سنگ‌نوشته به زبان پارسی باستان
| ۱  | <>                                                                                |
| ۲  | 𐎭 · 𐏃 · 𐎹 · 𐎢 · 𐎺 · 𐎴 · 𐎠 · 𐎶 · 𐎻 · 𐎡 · 𐏁 · 𐎫 · 𐎠 · 𐎿 · 𐎱 · 𐏃 · 𐎹 · 𐎠 · 𐎱 · 𐎢 · 𐏂 |
| ۳  | /                                                                                 |
| ۴  | /                                                                                 |
| ۵  | 𐏃 · 𐎨 · 𐎠 · 𐎿 · 𐎣 · 𐎡 · 𐎲 · 𐎡 · 𐏁 · 𐎫 · 𐎹 · 𐎡 · 𐎹 · 𐎱 · 𐎼                         |
| ۶  | 𐎿 · 𐎢 · 𐎥 · 𐎭 · 𐎶 · 𐎠 · 𐎶 · 𐎫 · 𐎹 · 𐎠 · 𐎫 · 𐎠 · 𐎠 · 𐎤 · 𐎢 · 𐏁 · 𐎠                 |
| ۷  | /                                                                                 |
| ۸  | 𐎫 · 𐎹 · 𐎶 · 𐎡 · 𐎹 · 𐎠 · 𐎢 · 𐎼 · 𐎶 · 𐏀 · 𐎭 · 𐎠 · 𐎳 · 𐎼 · 𐎠 · 𐎲 · 𐎼                 |
| ۹  | /                                                                                 |
| ۱۰ | 𐎱 · 𐎠 · 𐎬 · 𐎢 · 𐎺 · 𐎢 · 𐎫 · 𐎠 · 𐎶 · 𐎡 · 𐎹 · 𐎻 · 𐎡 · 𐎰 · 𐎶                         |

## متن
1. داَریَ‌ووش: خشای‌ثی‌یَ: وَزْرَکَ: خَشای‌ثی‌ی: خَشای‌َثی‌َ نام
2. خَشایَ‌ثی‌یَ: دَهیوونام: ویشتاسپَ هیهَ : پوثْرَ هخامنیشیَ
3. : ثاتیَ داَریووش
4. :  خَشایَ ثی یَ: ئیمَ: خَشَ ثْرَم: ت یَ: اَدَم: داری
5. آمییَ: هَچا: سک ئی بیش: ت ی ئیی: پر
6. سوگدم: امت: یاتا: آ : کوشا:
7. هچا: هیدوو: امت: یاتا: آ : سپَ
8. ردا: ت ی م ئیی: اورمزدا: فرابر
9. هٔ: مثیشت: بگانام: مام: او
10. رمزدا: پاتوو: اتام ئیی: ویثم

## ترجمه
داریوش شاه، شاه بزرگ، شاه شاهان، شاه کشورها، پسر ویشتاسپ، هخامنشی. داریوش شاه گوید: این است شهریاری که من دارم از سکاها که آنها آن طرف سغد هستند، از آنجا تا به حبشه از هند از آنجا تا به سارد که آن را اهورامزدا که بزرگترین خدایان است به من ارزانی فرمود. اهورامزدا مرا و خانوادهٔ شاهی مرا بپایاد!